# Halych (huyện)
Huyện Halych (tiếng Ukraina: Галицький район, chuyển tự: Halychs'kyi raion) là một huyện của tỉnh Ivano-Frankivsk thuộc Ukraina. Huyện Halych có diện tích 723 km², dân số theo điều tra dân số ngày 5 tháng 12 năm 2001 là 65674 người với mật độ 91 người/km2. Trung tâm huyện nằm ở Halych.